# Gaius Claudius Marcellus (Konsul 50 v. Chr.)
Gaius Claudius Marcellus (* spätestens 93 v. Chr.; † Anfang 40 v. Chr.) war ein römischer Politiker der späten Republik und einer der Konsuln des Jahres 50 v. Chr.
Wie der mit ihm verwandte Konsul des Vorjahres, Marcus Claudius Marcellus, war er ein Gegner Gaius Iulius Caesars und betrieb dessen Abberufung aus der Statthalterschaft in Gallien. Gegen Ende seines Konsulats übergab Marcellus dem als Feldherrn des Senats gegen Caesar vorgesehenen Pompeius zwei Legionen. 
Nach Ausbruch des Bürgerkriegs blieb Marcellus in Italien und ging zu Caesar über, mit dessen Großnichte Octavia Minor er seit etwa 55 v. Chr. verheiratet war; er wurde aber nicht mehr politisch aktiv. Nach dem Tod Caesars unterstützte er Octavias Bruder, den späteren Kaiser Augustus, bei dessen Kampf um die Herrschaft.
Marcellus ist nicht zu verwechseln mit seinem gleichnamigen Cousin, dem Konsul des Jahres 49 v. Chr.